# Bubo philippensis
Bubo philippensis е вид птица от семейство Совови (Strigidae). Видът е световно застрашен, със статут Уязвим.

## Разпространение
Видът е разпространен във Филипините.